# Scuola Holden

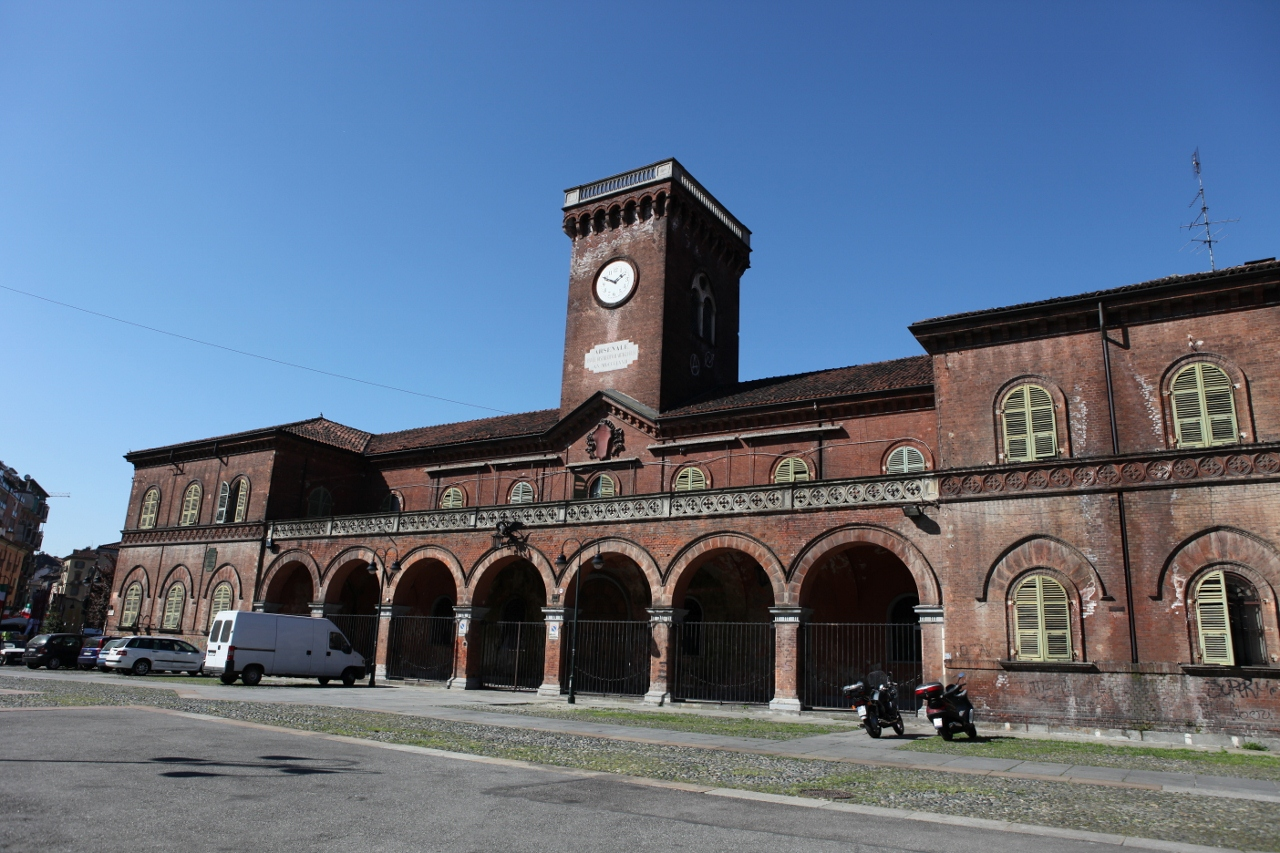
Scuola Holden, Turin

Die Scuola Holden ist eine private Schule für Kreatives Schreiben in Turin, die 1994 gegründet wurde. Seit 2019 gibt es auch einen akademischen Zweig.

## Geschichte
Die Scuola Holden wurde 1994 in Turin von Alessandro Baricco, Antonella Parigi, Dalia Oggero, Marco San Pietro und Alberto Jona gegründet. Sie entstand aus der Idee, eine Schule zu gründen, in der Schriftsteller ausgebildet werden konnten, eine Schule, die es in Italien noch nicht gab.
Der Name war von J. D. Salingers Roman Der Fänger im Roggen und dessen jugendlichem, unangepasstem Ich-Erzähler Holden Caulfield inspiriert. Von diesem Vorbild wurde die Idee abgeleitet, eine Schule zu schaffen, an der jeder seinen individuellen Weg beim Schreiben finden kann.

## Lage und Gebäude
Ursprünglich war die Schule in einem Jugendstilgebäude am Corso Dante untergebracht. Seit 2013 hat sie ihren Sitz in der ehemaligen Caserma Cavalli des Arsenale Militare von Turin an der Piazza Borgo Dora. Die neue Schule wurde am 14. September 2013 eingeweiht.

## Struktur und Vernetzung
Die Scuola Holden ist in zwei Bereiche unterteilt: Original und Academy. Der Bereich Original besteht aus fünf Kursen: Schreiben, Film, Drama, Textentwurf und International (in Englisch). Jeder Kurs dauert zwei Jahre, an dessen Ende ein Master-Abschluss verliehen wird.
Im September 2019 startete der erste akademische Studiengang der Scuola Holden, genannt Academy. Die Academy ist ein dreijähriges Studium der „Contemporary Humanities“. Am Ende der drei Jahre wird ein Diplom verliehen, das dem an der Universität Bologna entwickelten Abschluss für Discipline delle arti, della musica e dello spettacolo (DAMS) entspricht.
Die „Contemporary Humanities“, ein von Alessandro Baricco erfundener Begriff, umfassen viele der Disziplinen, die sich mit dem Studium und der Interpretation der menschlichen Gesellschaft und Kultur befassen. Das Wort „Humanities“ leitet sich von dem lateinischen Renaissance-Ausdruck studia humanitatis ab, mit dem die Humanisten in der Vergangenheit die Disziplinen bezeichneten, die für die Vervollkommnung der menschlichen Natur in ihrer Gesamtheit unerlässlich waren.
Direktor und Lehrer der Schule ist seit der Gründung Alessandro Baricco. Er ist lebenslang auch Präsident der Schule und im Verwaltungsrat vertreten.
Die Schule ist Teil eines internationalen Netzes von 826 Organisationen, das sich aus Schreib- und Verlagszentren für junge Menschen zusammensetzt.

## Besitzverhältnisse
Anfangs gehörte die Scuola Holden den Gründern. 2012 stieg die Gruppo Feltrinelli als Anteilseigner von 25,1 % in der Schule ein. 2019 übernahm die Gruppo Feltrinelli 51 % der Anteile. Die übrigen Aktionäre waren Eataly mit 16 %, Andrea Guerra mit 7 % und Gründer Alessandro Baricco mit 25,5. Seit Februar 2024 gehören der Gruppo Feltrinelli 100 % der Anteile. Dies wird in der Medienlandschaft etwa von der Tageszeitung La Repubblica kritisch gesehen. Es wird befürchtet, dass sich die Schule damit eine wirtschafts- und medienkonzernorientierte Richtung entwickelt. Innerhalb der Gruppo Feltrinelli wurde der Bereich Feltrinelli Education, auch Polo Education genannt, unter Führung von Vizepräsident Giuseppe Morici, gebildet. Es handelt sich um eine kulturelle und berufliche Ausbildungsplattform, in der die Scuola Holden eines von zahlreichen Bildungsangeboten der Gruppo Feltrinelli darstellt.

## Dozenten (Auswahl)
Einige Dozenten der Scuola Holden:
- Andrea Jublin, Schauspieler
- Antonella Lattanzi, Schriftstellerin
- Marco Missiroli, Journalist und Schriftsteller

## Absolventen (Auswahl)
Einige der Absolventinnen und Absolventen sind auch in Deutschland bekannt:
- Paolo Giordano, Schriftsteller
- Davide Longo, Schriftsteller
- Andrea Marcolongo, Essayistin und Schriftstellerin
- Alice Rohrwacher, Regisseurin
- Elena Varvello, Dichterin und Schriftstellerin